# Белявский, Борис Васильевич
Бори́с Васи́льевич Беля́вский (8 августа 1924 — 16 декабря 2014) — генерал-лейтенант Советской Армии, участник Великой Отечественной войны, Герой Советского Союза (1945).

## Биография
Борис Белявский родился 8 августа 1924 года в посёлке Жуковка Бежицкого уезда Брянской губернии (ныне — одноимённый город Брянской области) в рабочей семье. После окончания неполной средней школы и трёх курсов механического техникума в Москве работал токарем на заводе в городе Сердобске Пензенской области. В мае 1942 года Белявский был призван на службу в Рабоче-крестьянскую Красную Армию. Участвовал в Сталинградской и Курской битвах, битве за Днепр, освобождении Киева, боях на Карельском перешейке и освобождении Выборга, освобождении Польши, боях в Германии. В мае 1944 года вступил в ВКП(б).
К январю 1945 года гвардии сержант Борис Белявский был помощником командира огневого взвода гвардейских миномётов «БМ-13» 19-й гвардейской миномётной бригады 1-й гвардейской артиллерийской дивизии прорыва 13-й армии 1-го Украинского фронта. Отличился во время Висло-Одерской операции.
26 января 1945 года Белявский переправился через Одер в районе населённого пункта Кёбен в 12 километрах к северу от города Сьцинава. Отличился во время захвата и расширения плацдарма на западном берегу реки. 28 января в бою за населённый пункт Раудтен (Рудна) Белявский уничтожил БТР противника и несколько огневых точек.
Указом Президиума Верховного Совета СССР от 10 апреля 1945 года за «образцовое выполнение боевых заданий командования на фронте борьбы с немецко-фашистскими захватчиками и проявленные при этом мужество и героизм» гвардии сержант Борис Белявский был удостоен высокого звания Героя Советского Союза с вручением ордена Ленина и медали «Золотая Звезда» за номером 7417.
После окончания войны Белявский продолжил службу в Советской Армии. В 1956 году он окончил Военно-политическую академию имени Ленина. Проходил службу в Ленинграде, занимал должности заместителя начальника Военной артиллерийской академии имени Калинина по политчасти, а затем начальника политотдела этой академии. В 1978 году генерал-майору Белявскому было присвоено звание генерал-лейтенанта. В 1986 году он был уволен в запас.
С 1992 года Белявский являлся председателем общественной организации «Совет Героев Советского Союза, Героев Российской Федерации и полных кавалеров ордена Славы города Санкт-Петербурга и Ленинградской области». Проживал в Санкт-Петербурге, занимался общественной деятельностью. В январе 2012 года встречался с Владимиром Путиным.
Был также награждён орденами Красного Знамени, Отечественной войны 1-й степени, Трудового Красного Знамени, Красной Звезды, «За службу Родине в ВС СССР» 3-й степени, рядом медалей, в том числе — «За отвагу», «За боевые заслуги» (дважды), «За оборону Сталинграда», «За Победу над Германией», а также иностранными орденами и медалями.
Умер 16 декабря 2014 года. Похоронен на Богословском кладбище Санкт-Петербурга.